# CYP4X1
CYP4X1‏ (Cytochrome P450 family 4 subfamily X member 1) هوَ بروتين يُشَفر بواسطة جين CYP4X1 في الإنسان.